# Pont de Saverne
 (juillet 2018).
Le pont de Saverne est un pont routier ainsi qu'un pont tramway qui franchit le canal du Faux-Rempart à Strasbourg (Bas-Rhin).

## Localisation
Le pont est construit dans l'axe de la rue du Faubourg de Saverne à la jonction du quai Saint-Jean et du quai Kléber. Une fois franchit le canal du Faux-Rempart, le pont donne sur le quai Desaix à l'ouest et le quai de Paris à l'ouest. Dans son prolongement se situe la Petite rue du Vieux Marché aux Vins qui donne sur la Place du Vieux Marché aux Vins.

## Historique
Un premier pont en bois existe au XIIe siècle. Il s'agit du Bischofsburgethorbrücke (Pont de la porte du Faubourg de l'Evêque) qui était une simple passerelle en bois. En 1835, les piliers en bois sont remplacés par des piles en pierres. Le pont est renforcé en 1970. Il est détruit puis reconstruit en 2009 avec l'arrivée du tram.